# Salix hastata
Salix hastata es una especie de sauce perteneciente a la familia de las salicáceas. Se encuentra en  Europa.

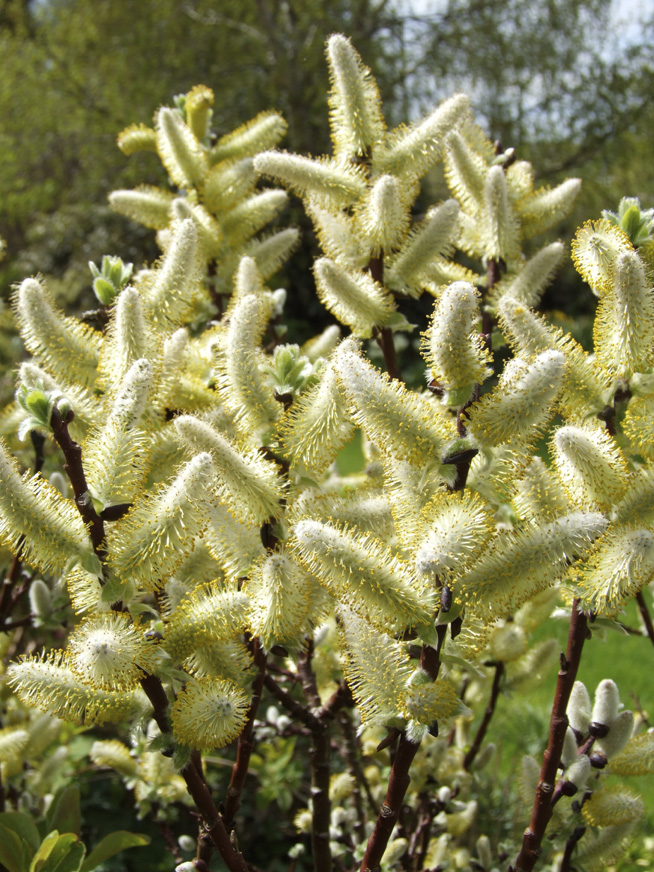
Detalle de la planta

## Descripción
Es un arbusto que alcanza un tamaño de 1,5 m, por lo común erecto. Las ramillas jóvenes glabras o glabrescentes, las adultas glabras. Las hojas de 2-6 × 1-2 (3-4) cm, elípticas, anchamente elípticas o transovado-elípticas, de ápice agudo u obtuso, en la base redondeadas, con el margen finamente dentado-serrado o irregularmente serrado, glabras, solo glabrescentes en el nervio central y en las hojitas recién brotadas, verdes, envés más pálido, hasta glauco y pruinoso, finamente reticulado; pecíolo ± de 0,5 cm, glabro, con su base ensanchada; estípulas semicordiformes. Amentos 3-7 × 1-2 cm, coetáneos, sobre pedúnculo largo con brácteas foliáceas, raquis peloso, rara vez glabrescente; brácteas florales ovaladas, transovadas o lanceoladas, de ápice agudo u obtuso, pardusco, y base más clara o a veces toda ella uniformemente coloreada, con pelos largos, blancos y crespos. Flores masculinas con estambres de filamentos glabros y libres; las femeninas con pistilo pedicelado, glabro, de color rojo cobrizo al menos en las zonas de sutura de los carpelos, con estilo largo y estigmas bífidos o no.

## Hábitat
Se encuentra en los cursos de agua, morrenas, terrenos pantanosos, prados, etc., en el S de su área, preferentemente en substratos calcáreos; a una altitud de 1400-2200 m. en Siberia, Escandinavia y las montañas del Sur de Europa. Pirineos, Sierra Nevada y Picos de Europa.

## Taxonomía
Salix hastata fue descrita por Carlos Linneo y publicado en Species Plantarum 2: 1017, en el año 1753.
Etimología
Salix: nombre genérico latino para el sauce, sus ramas y madera.
hastata: epíteto latino que significa "con forma de lanza".
Variedades aceptadas
- Salix hastata var. farriae (C.R. Ball) Hultén
- Salix hastata subsp. subintegrifolia (Flod.) Flod.

Citología
Número de cromosomas de Salix hastata (Fam. Salicaceae) y táxones infraespecíficos: 2n = 38; c. 110.
Sinonimia
- Salix psiloides Kom.[5]